# Ursula Krips
Ursula Krips (geborene Brendel; * 15. Februar 1933 in Mannheim; † 22. Juni 2020 in Bad Soden am Taunus) war eine deutsche Politikerin (SPD). Sie war von 1965 bis 1969 Mitglied des Deutschen Bundestages.

## Leben und Beruf
Nach dem Abitur nahm Krips ein Studium der Wirtschafts- und Sozialwissenschaften an den Universitäten in Mannheim, Heidelberg, Göttingen und Köln auf, das sie 1955 mit der Prüfung zur Diplom-Kauffrau und 1958 mit der Promotion zum Dr. rer. pol. beendete. Anschließend arbeitete sie bis 1962 als Referentin im Wirtschaftswissenschaftlichen Institut der Gewerkschaften in Köln. Von 1962 bis 1965 war sie im Bundesministerium für Wirtschaft (BMWi) in der Funktion einer Hilfsreferentin (Referentin) tätig. Mit dem Ausscheiden aus dem Bundestag und der damit entfallenen Beurlaubung nahm sie zunächst ihre Tätigkeit im BMWi wieder auf, wo sie zur Oberregierungsrätin befördert und ihr die Funktion einer Referentin (Referatsleiterin) übertragen wurde. Noch 1969 wurde sie in das Bundeskanzleramt versetzt, dort Gruppenleiterin und 1986 zurück versetzt in das BMWi. Hier leitete sie als Ministerialdirigentin eine Unterabteilung.

## Abgeordnete
Krips kandidierte bei der Bundestagswahl 1965 im Wahlkreis Stuttgart III, wurde aber über die Landesliste der SPD Baden-Württemberg in den Deutschen Bundestag gewählt, dem sie bis zu ihrer Mandatsniederlegung am 31. Januar 1969 angehörte. Später trat sie aus der SPD aus.